# Elmúlt illúziók
Az Elmúlt illúziók a magyar Bikini együttes 2011-ben megjelent nagylemeze, sorozatban a tizenharmadik (ha az Ős-Bikini lemezeket is beleszámoljuk, akkor a tizenötödik). Ezen az albumon játszott utoljára Bördén Szabolcs billentyűs, aki 2013-ban lépett ki az együttesből.
A dalok a Bikini hagyományos témáit tárgyalják, úgy, mint a szerelem ("Szép vagy", "Emlék"), a politikai véleménynyilvánítás és társadalomkritika ("Adjon az ég mindig jobbat", "Elmúlt illúziók"), de vannak köztük keserédes balladák ("A Hold keresői", "Az őrtoronyból") és vidámabb hangvételű dalok ("Nem megyek el", "Az utolsó pohár").
A lemezhez járt egy ajándék DVD is, melyen egy Zöld Pardonban rögzített koncert volt látható.

## Közreműködtek
- D. Nagy Lajos – ének, vokál
- Lukács Péter – gitár
- Németh Alajos – basszusgitár
- Bördén Szabolcs – billentyűs hangszerek
- Mihalik Viktor – dob, ütőhangszerek
- Makovics Dénes – szaxofon

## Számok listája
| #  | Cím                       | Szerző | Hossz |
| -- | ------------------------- | ------ | ----- |
| 1  | Adjon az ég mindig jobbat |        | 4:19  |
| 2  | Nem megyek el             |        | 3:56  |
| 3  | Emlék                     |        | 4:31  |
| 4  | A Hold keresői            |        | 4:48  |
| 5  | Az őrtoronyból            |        | 5:16  |
| 6  | Az utolsó pohár           |        | 4:15  |
| 7  | Sohase felejts el         |        | 3:26  |
| 8  | Elmúlt illúziók           |        | 4:51  |
| 9  | Szép vagy                 |        | 4:05  |
| 10 | A végtelen lába előtt     |        | 5:11  |